# Carm Lino Spiteri

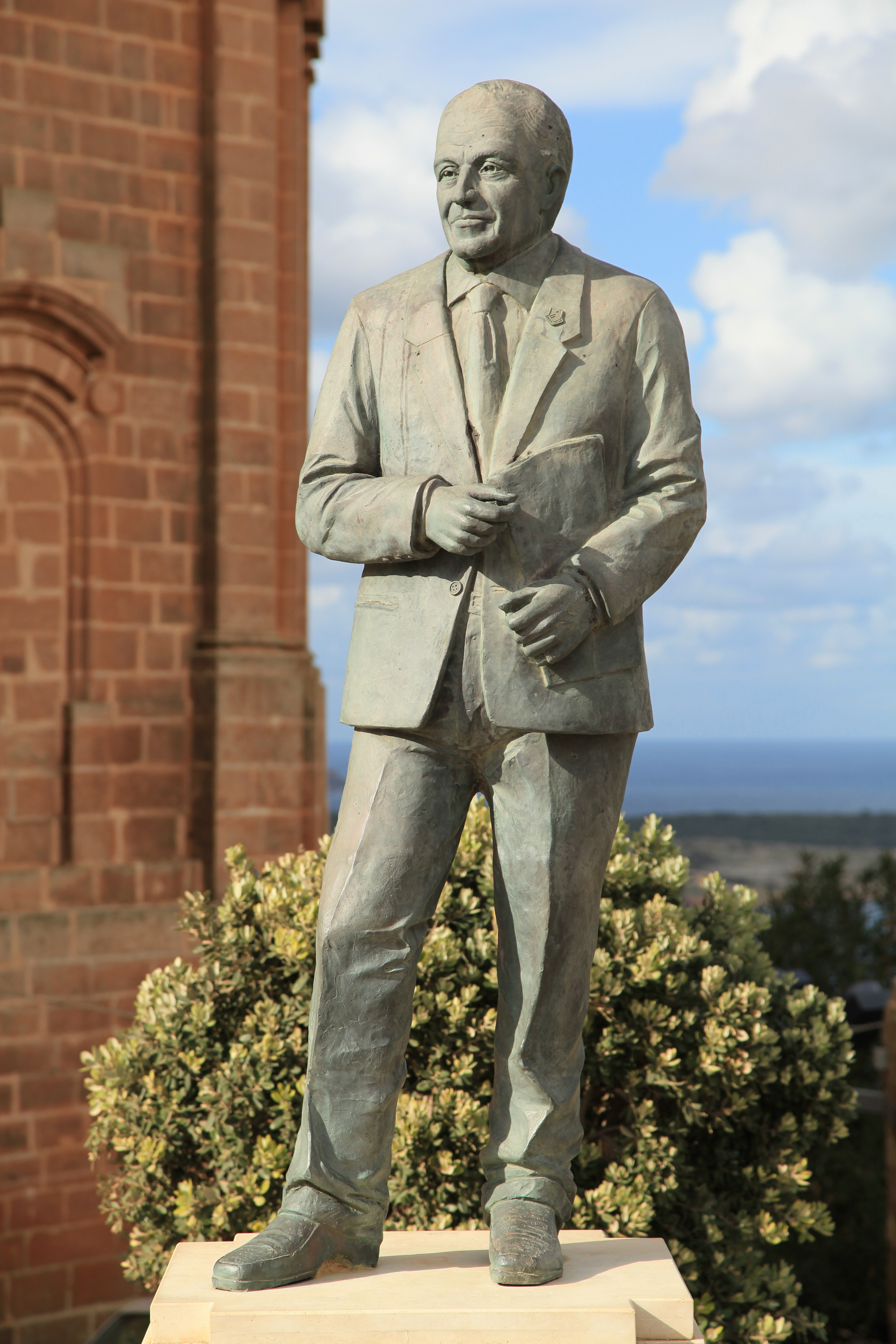
Standbild von Carm Lino Spiteri in Mellieħa

Carmel „Carm“ Lino Spiteri (* 9. September 1932 in Valletta; † 9. Februar 2008) war ein maltesischer Politiker der Partit Nazzjonalista (PN), der zwischen 1971 und 1987 sowie erneut von 1992 bis 1996 Mitglied des Repräsentantenhauses von Malta war.

## Leben
Spiteri, dessen Spitzname „Ċumpaqq“ war, absolvierte nach dem Besuch des Lyzeums ein Studium der Architektur an der Royal University of Malta, das er 1955 abschloss. Als Architekt war er unter anderem am Entwurf des Flughafens Malta beteiligt, der am 31. März 1958 eröffnet wurde. Darüber hinaus war er in der Folgezeit an zahlreichen Bauvorhaben als Architekt oder Bauberater beteiligt.
Spiteri war bis 1970 parteilos und wurde dann sowohl von der Partit Laburista als auch von der Partit Nazzjonalista gebeten, bei den Wahlen 1971 anzutreten. Er entschloss sich für eine Kandidatur für die Partit Nazzjonalista und wurde bei den Wahlen am 14. Juni 1971 für diese erstmals zum Mitglied des Repräsentantenhauses gewählt. Spiteri gehörte diesem zunächst bis zum 9. Mai 1987 an, als er sein Mandat bei diesen Wahlen verlor. Während dieser Zeit er ein Kritiker von Lorry Sant, der in den Regierungen der Partit Laburista von Premierminister Dom Mintoff zunächst Minister für öffentliche Arbeiten und später für Inneres und Sport war.
Bei den darauf folgenden Wahlen am 22. Februar 1992 wurde er jedoch wieder zum Mitglied des Repräsentantenhauses gewählt und vertrat die Interessen der PN bis zu seiner erneuten Niederlage bei den Wahlen am 26. Oktober 1996. Während dieser Zeit fungierte er auch als Parlamentarischer Geschäftsführer (Whip) der PN-Fraktion. Er engagierte sich über viele Jahre für die Kleinstadt Mellieħa und wurde 1996 mit der Medaille zur Erinnerung an das 75-jährige Jubiläum der Selbstverwaltung Maltas (Midalja kommemorattiva fl-okkazzjoni tal-75 anniversarju mill-introduzzjoni tas-Self Government f’Malta) ausgezeichnet.